# Martin Bernard
Martin Bernard (ur. 17 września 1808 w Montbrison, zm. 22 października 1883 w Paryżu) – francuski działacz republikański.

## Życiorys
Bernard był z wykształcenia robotnikiem drukarskim, pochodził z Delfinatu, w Paryżu doskonalił swoje umiejętności zawodowe. W 1830 zapisał się do Stowarzyszenia Praw Człowieka i wziął udział w rewolucji lipcowej. Szybko zapoznał się z ideami saintsimonizmu oraz pismami Pierre’a Leroux i został zdeklarowanym socjalistą. W 1833 uczestniczył w strajku drukarzy w Paryżu, a od 1834 zaczął publikować w Przeglądzie republikańskim.
W ramach swojej aktywności w stowarzyszeniu Bernard zajmował się nielegalną produkcją prochu, co doprowadziło do jego aresztowania w 1835. Przewód sądowy zakończył się jednak uniewinnieniem. Należał do liderów Stowarzyszenia Pór Roku, gdzie był jednym z trzech głównych przywódców (pozostałymi byli Barbès i Blanqui). Wziął aktywny udział w powstaniu republikańskim w 1839 i został za to aresztowany. Sądzony przez Izbą Parów, odmówił prowadzenia obrony. Został skazany na deportację i uwięziony w Mont Saint Michel, a następnie w Doullens.
W czasie rewolucji lutowej został uwolniony przez Rząd Tymczasowy i otrzymał stanowisko komisarza generalnego ds. departamentów Ardèche, Haute-Loire, Loire i Rhône. 28 kwietnia 1848 został wybrany do Zgromadzenia Narodowego, gdzie zasiadał na lewicy, zajmując się głównie problemami robotników. Po dniach czerwcowych promował kandydaturę Alexandre’a Ledru-Rollina na prezydenta republiki.
W pierwszych latach II Cesarstwa był aktywnym opozycjonistą, przez co musiał uciekać za granicę i powrócić do zawodu drukarza. Do Francji wrócił w 1859, gdzie pracował w gazowni paryskiej, a w 1861 wydał wspomnienia więzienne. Po obaleniu cesarstwa na nowo został wybrany deputowanym; ponownie zasiadał na lewicy, uczestnicząc w szybko zerwanych negocjacjach pomiędzy rządem Thiersa a Komuną Paryską. W 1876 zakończył karierę polityczną.